# 大金水库
大金水库是中国湖北省黄冈市武穴市境内的一座水库，位于大金河上，建于1968年。水库正常库容为2162万立方米，集雨面积为29.6平方千米，海拔为59米。